# وستن‌اس
وستن‌اس (به هلندی: Westenesch) یک منطقهٔ مسکونی در هلند است که در امن واقع شده‌است. وستن‌اس ۲۰۰ نفر جمعیت دارد.